# Rage for Order
Rage for Order è il secondo album in studio del gruppo musicale statunitense Queensrÿche, pubblicato il 27 giugno 1986 dalla EMI.

## Tracce
1. Walk in the Shadows (DeGarmo, Tate, Wilton) - 3:34
2. I Dream in Infrared (Tate, Wilton) - 4:18
3. The Whisper (DeGarmo) 3:36
4. Gonna Get Close to You (Dalbello)- 4:37 (Dalbello Cover)
5. The Killing Words (DeGarmo, Tate) - 3:56
6. Surgical Strike (DeGarmo, Wilton) - 3:23
7. Neue Regel (DeGarmo, Tate) - 4:55
8. Chemical Youth (We Are Rebellion) (Tate, Wilton) - 4:15
9. London (DeGarmo, Tate, Wilton) - 5:06
10. Screaming in Digital (DeGarmo, Tate, Wilton) - 3:37
11. I Will Remember (DeGarmo) - 4:25

Tracce bonus (Remaster 2003)
1. Gonna Get Close to You (12" version) - 5:46
2. The Killing Words (live) - 4:10
3. I Dream in Infrared (1991 acoustic remix) - 4:02
4. Walk in the Shadows (live) - 3:39

## Formazione
Gruppo
- Geoff Tate - voce
- Chris DeGarmo - chitarra, seconde voci
- Eddie Jackson - basso, seconde voci
- Michael Wilton - chitarra, seconde voci
- Scott Rockenfield - batteria, percussioni, tastiera

Altri musicisti
- Neil Kernon - tastiera

## Classifiche
| Classifica (1986) | Posizione massima |
| ----------------- | ----------------- |
| Germania          | 58                |
| Paesi Bassi       | 31                |
| Regno Unito       | 66                |
| Stati Uniti       | 47                |
| Svezia            | 47                |